# كبريتيد الذهب الثلاثي
كبريتيد الذهب الثلاثي هو مركب كيميائي صيغته Au2S3؛ ويوجد في الشروط القياسية على شكل صلب بلوري أسود اللون.

## التحضير
يحضّر كبريتيد الذهب الثلاثي من تفاعل كبريتيد الهيدروجين مع ثلاثي كلوريد الذهب في وسط من ثنائي إيثيل الإيثر أو مع حمض كلورو الذهبيك.
{\displaystyle \mathrm {2\ AuCl_{3}+3\ H_{2}S\longrightarrow Au_{2}S_{3}+6\ HCl} }
يمكن أن تتم عملية التحضير من تفاعل أسيتات الذهب الثلاثي مع عنصر الكبريت في وسط من الديكالين.

## الخواص
يوجد المركب في الشروط القياسية على شكل صلب أسود، لا تعرف له لحد الآن بنية بلورية؛ ومن الممكن أن تكون مادة لابلورية.
ينحل كبريتيد الذهب الثلاثي في حمض النتريك وفي محاليل سيانيد الصوديوم وكبريتيد الصوديوم المركّزة.

## اقرأ أيضاً
- كبريتيد الذهب الأحادي